# Tolomeo

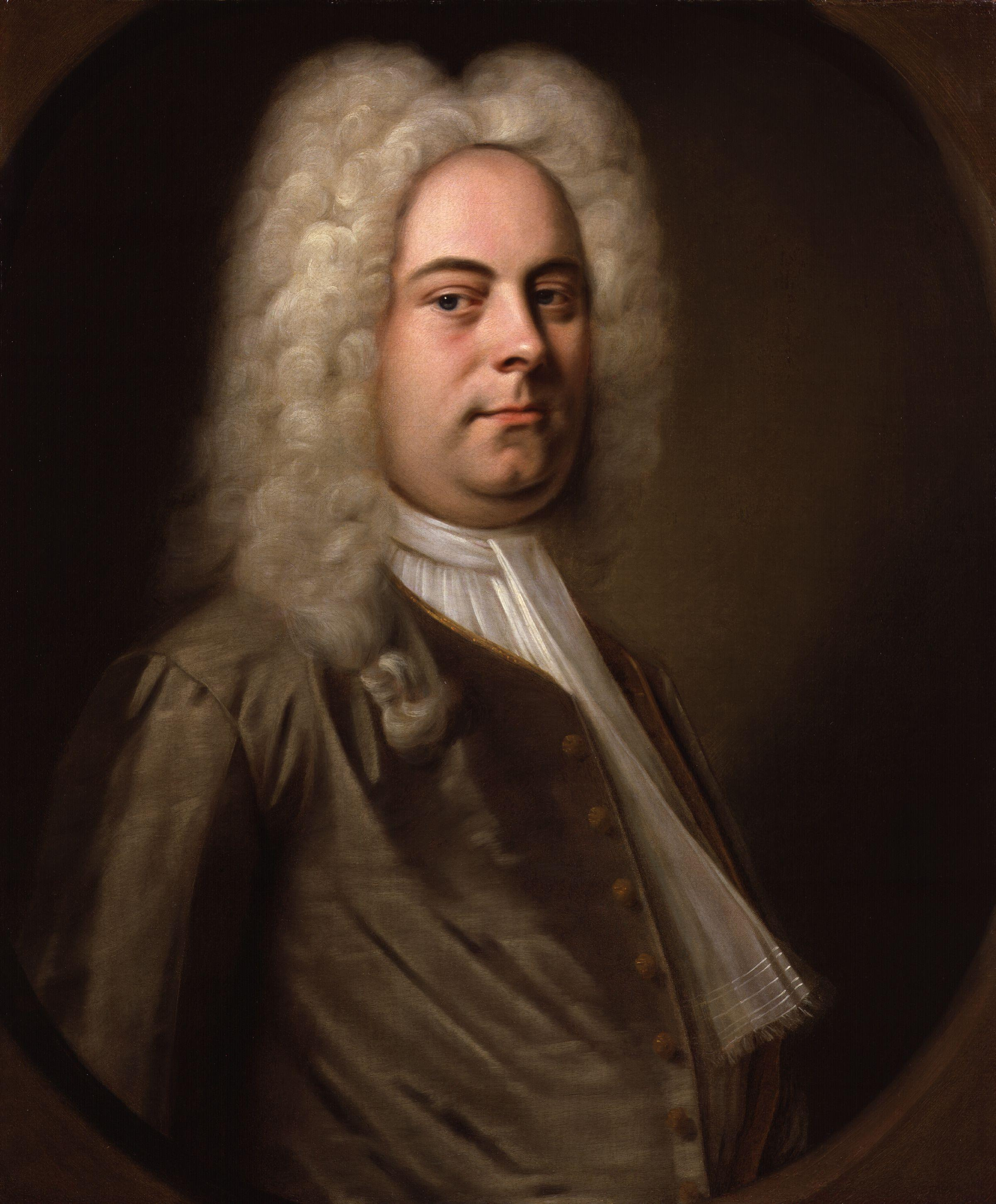
Georg Friedrich Händel

Tolomeo, re di Egitto (Ptolemaios, kung av Egypten) (HWV 25) är en opera seria i tre akter med musik av Georg Friedrich Händel och libretto av Nicola Francesco Haym, omarbetat efter Carlo Sigismondo Capecis libretto Tolomeo et Alessandro tonsatt av Domenico Scarlatti (1711). Texten är en fri omarbetning av några händelser i den egyptiske kungen Ptolemaios IX:s liv.

## Historia
Tolomeo var Händels 13:e och sista opera för operahuset Royal Academy of Music och hade premiär den 30 april 1728 på The Queen's Theatre, Haymarket, London (senare The King's Theatre) och spelades sju gånger. År 1730 och 1733 gavs operan på nytt. Liksom i Riccardo Primo utspelas handlingen på Cypern men den här gången är den kungliga bakgrunden egyptisk.

## Personer

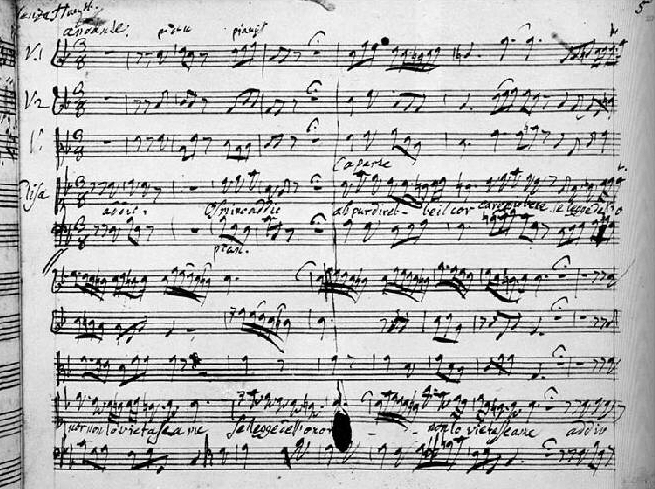
Partitursida från Händels Tolomeo.

- Tolomeo, tidigare kung av Egypten (altkastrat)
- Seleuce, Tolomeos hustru (sopran)
- Elisa, Araspes syster (sopran)
- Alessandro, Tolomeos broder (altkastrat)
- Araspe, kung av Cypern (bas)

## Handling
Drottning Kleopatra III har favoriserat sin yngre son Alessandro (Ptolemaios X) framför hans äldre bror Tolomeo som ny regent. Tolomeo har tvingats ifrån Egypten och hamnar på Cypern. Hans hustru Seleuce har också fördrivits. Seleuces skepp lider skeppsbrott och hamnar på Cypern. Hon klär ut sig till herdinnan Delia och börjar leta efter sin make. Han har dock också förklätt sig som herden Osmin. Alessandro förälskar sig i Elisa, syster till kung Araspe av Cypern, men Elisa intresserar sig för Osmin medan Araspe uppvaktar Delia. Tolomeo och Seleuce förblir varandra trogna och när deras identiteter avslöjas låter Araspe fängsla Tolomeo. Alessandro är inte lycklig över moderns beslut att göra honom till regent. När nyheten om hennes död når honom försöker han frige Tolomeo och återinsätta honom som ny kung. Tolomeo är nära att förgiftas av en dödsdryck men räddas då Elisa byter ut den mot en sömndryck. Slutligen förenas Tolomeo med Seleuce och hälsas som Egyptens nye kung av brodern Alessandro.